# Male stvari
Treći album sastava Elemental Male stvari izdan je u listopadu 2004. To je prvi hrvatski hip hop album koji je u potpunosti odsviran na instrumentima.[nedostaje izvor] Sniman je u studiju Morris producenta Mire Vidovića. U bendu je prevladavao osjećaj da je riječ o presudnom albumu za nastavak njihove karijere jer su napokon uklonjene sve prepreke i izlike - imali su kvalitetan studio i pristojan budžet.[nedostaje izvor] Kao najavni singl krajem lipnja 2004. izlazi pjesma Romantika koja je ubrzo postala uspješnica na nacionalnoj razini. Izlazak pjesme izazvao je veliki interes medija i publike, među ostalim jer je bila riječ o jednoj od prvih domaćih pjesama tog tipa u kojoj žena izražava svoju seksualnost iz pozicije koja se do tad stereotipno smatrala muškom.
Album je u prvoj tiraži prodan u 10 000 primjeraka i do danas je ostao najprodavaniji Elementalov album. Album je, s prvim izdanjem 2004. i reizdanjem 2006., Hrvatska Diskografska Udruga nagradila Srebrnom pločom, a 2005. godine Remi je nagrađena i Zlatnom Kooglom u kategoriji najbolje pjevačice. Nakon “Romantike” su izdali još 5 singlova s albuma: Napokon, Tako lijepa, Sama, Iz dana u dan, Male stvari. Spot za pjesmu Iz dana u dan (Bruno Krčelić i Sebastijan Rogač) također je nagrađen Zlatnom Kooglom 2007.

## Popis pjesama
| 1.    | »Malo sutra«                   | Mirela Priselac Remi, Luka Tralić Shot                | Erol Zejnilović, Mirela Priselac Remi                   | 4:04 |
| 2.    | »Napokon!«                     | Mirela Priselac Remi                                  | Dinko Janković, Erol Zejnilović, Mirela Priselac Remi   | 5:05 |
| 3.    | »Odrastanje«                   | Luka Tralić Shot, Mirela Priselac Remi                | Dinko Janković, Mirela Priselac Remi                    | 3:47 |
| 4.    | »Tako lijepa«                  | Mirela Priselac Remi, Luka Tralić Shot                | Dinko Janković, Luka Tralić Shot, Mirela Priselac Remi  | 4:08 |
| 5.    | »Ova glava zna«                | Luka Tralić Shot, Mirela Priselac Remi                | Luka Tralić Shot, Erol Zejnilović                       | 4:09 |
| 6.    | »Oproštajna pisma«             | Mirela Priselac Remi, Luka Tralić Shot                | Erol Zejnilović, Mirela Priselac Remi                   | 6:03 |
| 7.    | »Romantika«                    | Mirela Priselac Remi                                  | Erol Zejnilović, Mirela Priselac Remi                   | 4:19 |
| 8.    | »Iz dana u dan«                | Luka Tralić Shot, Mirela Priselac Remi                | Erol Zejnilović, Luka Tralić Shot, Mirela Priselac Remi | 4:40 |
| 9.    | »Pričaj sa mnom«               | Mirela Priselac Remi                                  | Erol Zejnilović, Mirela Priselac Remi                   | 4:46 |
| 10.   | »Sama«                         | Mirela Priselac Remi, Luka Tralić Shot                | Erol Zejnilović, Mirela Priselac Remi                   | 3:15 |
| 11.   | »Male stvari (Studio session)« | Mirela Priselac Remi, Luka Tralić Shot                | Erol Zejnilović, Mirela Priselac Remi                   | 3:57 |
| 12.   | »Prsti jedne ruke«             | Mirela Priselac Remi, Luka Tralić Shot                | Dinko Janković, Mirela Priselac Remi                    | 4:24 |
| 13.   | »Materijalist«                 | Luka Tralić Shot, Mirela Priselac Remi, Merima Salkić | Dinko Janković, Mirela Priselac Remi, Merima Salkić     | 3:41 |
| 56:52 |                                |                                                       |                                                         |      |

- Sve pjesme snimljene su i miksane u studiju Morris, osim pjesme Napokon! koja je snimljena u studiju Leftis kod Ivana Levačića.
- Mastering albuma radili su Luka Tralić Shot i Ivan Komlinović u studiju  Red orange blue  od 6. do 9. rujna 2004. godine.
- Posljednja pjesma Materijalist na albumu je navedena kao bonus track.

## Izvođači
- Branimir Kolarek - dizajn omota
- Branko Komljenović - izvršni producent
- Dinko Janković - klavijature, aranžman za gudački kvartet na Pričaj sa mnom
- Domagoj Kunić - fotografije
- Erol Zejnilović - gitara
- Ivan Komlinović - mastering
- Ivana Marušić (frizerski salon She) - styling i frizura
- Luka Tralić Shot - vokal, produkcija, tonsko snimanje, mix, mastering
- Marijo Bilić - bas gitara
- Merima Salkić - vokal
- Mirela Priselac Remi - vokal
- Tino Baričić - bubnjevi

## Male stvari (Special edition)
2005. godine izašlo je posebno izdanje albuma Male stvari koje je uz originalne pjesme na dodatnom CD-u sadržavalo i nekoliko remixe verzija pjesama, snimke izvedbi uživo te spotove za pjesme  Romantika ,  Tako lijepa  i  Sama .
| 1.    | »Romantika (Chokoolade Mix)«  | Mirela Priselac Remi                   | Matko Šašek Koolade                                     | 5:23 |
| 2.    | »Nema vremena (Shot reMix)«   | Mirela Priselac Remi                   | Luka Tralić Shot                                        | 3:43 |
| 3.    | »Male stvari«                 | Mirela Priselac Remi, Luka Tralić Shot | Erol Zejnilović, Mirela Priselac Remi                   | 3:57 |
| 4.    | »Rima ritam muzika (vol.3)«   | Mirela Priselac Remi, Luka Tralić Shot | Mirela Priselac Remi, Erol Zejnilović, Davor Zanoški    | 3:48 |
| 5.    | »Ostavi t.R.A.G. (live)«      | Mirela Priselac Remi, Luka Tralić Shot | Mirela Priselac Remi, Luka Tralić Shot, Erol Zejnilović | 3:49 |
| 6.    | »Tempo Velegrada (live)«      | Mirela Priselac Remi, Luka Tralić Shot | Mirela Priselac Remi,Erol Zejnilović                    | 4:36 |
| 7.    | »Sama (live)«                 | Mirela Priselac Remi, Luka Tralić Shot | Mirela Priselac Remi,Erol Zejnilović                    | 3:25 |
| 8.    | »Romantika (D.Bloo Room Mix)« | Mirela Priselac Remi                   | Matko Šašek Koolade                                     | 5:45 |
| 34:00 |                               |                                        |                                                         |      |

- Romantika (Chokoolade Mix)  i  Romantika (D.Bloo Room Mix)  snimljeni su u Morriss studiju, a programirani i miksani kod Kooladea doma.
- Pjesme  Male stvari  i  Rima ritam muzika (vol.3)  snimane su i miksane u studiju Fun House kod Berka Muratovića, a tonsko snimanje i mix radio je Luka Tralić Shot.
- Pjesme  Ostavi t.R.A.G. (live) ,  Tempo Velegrada (live)  i  Sama (live)  snimljene su u klubu Aquarius 25.19.2005., tonski snimatelj bio je Pancho, a za mix je zaslužan Luka Tralić Shot.
- Sve pjesme s posebnog izdanja producirao je Luka Tralić Shot, osim  Romantika (Chokoolade Mix)  i  Romantika (D.Bloo Room Mix)  koje je producirao Matko Šašek Koolade.